# Комуністичний інтернаціонал (журнал)
Комуністичний інтернаціонал (нім. Kommunistische Internationale) — орган Виконавчого Комітету Комуністичного інтернаціоналу.
Виходив у 1919—1943 роках. Щомісячник.